# Han Duck-soo
Han Duck-soo (koreansk: 한덕수, født 18. juni 1949) er en sydkoreansk politiker, der har været landets premierminister siden maj 2022. Han var også premierminister mellem marts og april 2006 og igen fra april 2007 til februar 2008. Han var ambassadør i USA fra 2009 til 2012. Han fungerede som formand for Korea International Trade Association fra 2012 til 2015. Han blev premierminister igen i en alder af 72 i 2022 og er den ældste person der har haft embedet.
Han var finansminister og vicepremierminister 2005-2006 og virkede som fungerende premierminister fra 14. marts 2006 til 19. april 2006. Han trak sig som finansminister i juli 2006 og blev i stedet en særlig præsidentiel rådgiver for frihandelsaftale anliggender.
9. marts 2007 blev Han nomineret som premierminister af præsident Roh Moo-hyun efter Han Myeong-sooks tilbagetræden. Hans nominering blev godkendt af parlamentet 2. april 2007.